# Dalli Exim
Dalli Exim este o companie din România înființată în anul 1993
de Adrian Petrache și Dorin Cocoș, fostul soț al Elenei Udrea.
Compania a deținut monopolul parcărilor din București din anul 1995
până în iulie 2009,
când parcările au fost preluate de Primăria Bucureștiului.
În iulie 2010, Elena Udrea deținea 50% din acțiunile companiei.
În octombrie 2007, compania exploata 2.500 locuri de parcare, situate în 101 locații. Numărul acestora a ajuns în iulie 2009 la 5.500 de locuri de parcare (din care 2.500 în parcajele subterane ale municipalității de la Hotel Intercontinental și Piața Obor).

## Controverse
Conform unor dezvăluiri din presă, compania ar fi declarat venituri mult mai mici decât cele realizate în realitate. Veniturile companiei corespundeau unei utilizări de două autoturisme pe zi / parcare, în timp ce în zona ultracentrală, fiecare loc este ocupat zilnic de cel puțin 20 de mașini prin rotație, deci aduce mult mai mulți bani.
De când s-a înființat, firma nu a eliberat chitanțe fiscale standard, cu regim special, ci a inventat propriile bonuri, înregistrate la OSIM, pe care contabilii tuturor firmelor din România refuzau să le deconteze până prin 1999.
Compania nu a respectat obligațiile asumate în contractul prin care a preluat administrarea parcărilor de la Primăria Bucureștiului, contract care prevedea montarea de camere video de supraveghere și de aparate de taxat.
Raportat la veniturile de milioane de euro realizate, investițiile făcute - trasarea de linii de demarcație a locurilor de parcare pe asfalt și achiziția de uniforme pentru angajați - totalizează doar câteva mii de euro.
Număr de angajați în 2008: 350
Cifra de afaceri în 2006: 13,2 milioane RON
Venit net în 2006: 2,1 milioane RON